# Katarina Wigander
Katarina Agnes Wigander (Lerum, Västergötland, Sweden, 1983) é uma modelo sueca eleita Miss Suécia em 2004.
Sua vitória foi controversa e ela foi coroada pela Moore Magazine, uma revista masculina sueca. Em 2004, Moore Magazine e Bingo Rimér assumiram a coroação após os organizadores antigos se afastarem em 2003. Wigander foi a única coroada sob este regime, tornando-se Miss Suécia 2004. por isso muitas vezes seu título é considerado não-oficial.